# Bell Canyon
Bell Canyon – census-designated place w Hrabstwie Ventura w San Fernando Valley. Zamieszkany przez zamożną ludność obszar niemunicypalny położony niedaleko West Hills, w zachodniej części San Fernando Valley, w górach Simi.

## Historia
Współczesne badania archeologiczne dowodzą, że w kanionie około 8000 lat temu żyli rdzenni Amerykanie z plemienia Chumash. Obok nich na tych ziemiach żyły plemiona Tongva i Tataviam.

## Geografia i środowisko
Przez obszar przepływa Bell Creek – dopływ rzeki Los Angeles, pełniący istotną rolę w życiu wielu dzikich zwierząt takich jak jelenie, kojoty, jastrzębie, wiewiórki, lisy, dzięcioły i przepiórki. Bell Canyon jest ważnym korytarzem migracji zwierząt w górach Simi, łączącym Góry Santa Monica z górami Santa Susana.
Znajduje się tu wiele szlaków pieszych i konnych, z których część przebiega w otwartym rezerwacie Upper Las Virgenes Canyon Open Space Preserve Park (1200 ha) i Bell Canyon Park.